# 出入国管理及び難民認定法
出入国管理及び難民認定法（しゅつにゅうこくかんりおよびなんみんにんていほう、昭和26年政令第319号）は、出入国管理制度（日本国への入国、帰国、日本国からの出国、外国人の日本国在留に関する許可要件や手続、在留資格制度、出入国在留管理庁の役割、不法入国や不法在留に関する罰則等）、ならびに難民条約および難民議定書に基づく難民認定制度等を定めた日本の政令（ただし、他の法律により法律と扱うこととされている（後記））。所管官庁は法務省。

## 沿革
いわゆるポツダム命令の一つとして出入国管理令の題名で1951年（昭和26年）10月4日に公布、同年11月1日に施行された。ポツダム宣言の受諾に伴い発する命令に関する件に基く外務省関係諸命令の措置に関する法律（昭和27年法律第126号）第4条の規定により、対日講和条約発効日（1952年（昭和27年）4月28日）以降も「法律としての効力を有する」との存続措置がとられたため、法令番号は政令のままであるが法律の効力を有するものとして扱われており、以後の一部改正もすべて法律により行われている。日本国の難民条約、難民議定書への加入に伴い1982年（昭和57年）1月1日に題名が現在のものに改められた。
形式は政令だが効力は法律同等、題名の末尾は「法」ではあるが「法律」ではない、など特殊な経緯を持つ。通常、法令においては冒頭（第1条など）に目的、趣旨についての規定が置かれ、この中で法令自身を指す文体として「この法律（政令）は、○○を目的とする。」などと表記されるが、入管法についての当該部分は、出入国管理令の時代は「この政令は」と、題名改正後は「出入国管理及び難民認定法は」との表記が用いられており、名実共に法律でなければ用いることができない「この法律は」という表記をしないよう配慮がなされている。なお、e-Gov法令検索の検索では政令とも法律とも扱われている。
略称については、正式題名上「出入国管理」と「難民認定」が並列であること、また、難民に関する報道記事で「難民」の語を略する必然性がないことから報道等では「入管難民法」とする例が多いが、法令条文その他の公的文書において引用する場合は原則として「入管法」と表記される。
実際の出入国管理行政は、法務省出入国在留管理庁（旧入国管理局）、入国者収容所及び地方出入国在留管理局（旧地方入国管理局）が所掌し、法務大臣、出入国在留管理庁長官、入国審査官、入国警備官などが遂行する。
前身の法令（ポツダム命令）として、出入国の管理に関する政令（昭和24年政令第299号。同年8月10日公布、即日施行）、不法入国者等退去強制手続令（昭和26年政令第33号。同年2月28日公布、一部は即日又は同年4月1日に施行されるも主要部分は結局廃止まで未施行）があったが、出入国管理令の施行に伴い廃止となった。

## 入管法の規定の概要
- 第1章 総則
入管法の目的（日本に入国し、又は日本から出国するすべての人の出入国の公正な管理を図るとともに、難民の認定手続を整備すること）、諸用語の定義、外国人の在留資格・在留期間を定める。
特定技能の在留資格に係る制度の運用に関する基本方針、特定技能の在留資格に係る制度の運用に関する分野別の方針の策定、特定技能雇用契約等の規律
- 第2章 入国及び上陸
  - 第1節 外国人の入国
有効な旅券を有さない者、上陸許可を受けないで入国をしようとする者は入国できない旨を定める。有効な旅券とは、日本国政府、日本国政府の承認した外国政府又は権限のある国際機関の発行した旅券又は難民旅行証明書その他当該旅券に代わる証明書に加え、中華民国（台湾および金門・馬祖）並びにヨルダン川西岸地区及びガザ地区[1]（パレスチナ自治政府）の権限のある機関の発行した旅券等に相当する文書[注釈 2]と規定されており、朝鮮民主主義人民共和国（北朝鮮）発行の旅券は日本国内においては有効としていない。
  - 第2節 外国人の上陸
外国人の上陸拒否事由を定め、該当する者を上陸拒否する。
- 第3章 上陸の手続
  - 第1節 上陸のための審査
日本に上陸しようとする外国人は旅券を所持した上で上陸を申請し、申請を受けた入国審査官は、旅券・査証の有効性等の上陸のための条件適合性を審査し、これが認められた場合に上陸を許可する。
  - 第2節 口頭審理及び異議の申出
入国審査官の審査において上陸のための条件適合性が認められなかった外国人に対する手続を定める。特別審理官による口頭審理の結果、上陸のための条件に適合すると認定された場合には、上陸が許可される。条件に適合しないと認定された場合には、異議の申出[注釈 3]の機会が付与される（特別審理官による認定に服した場合には日本からの退去が命じられる。）。異議を申し出た場合には、法務大臣[注釈 4]（実務上は地方出入国在留管理局長）が裁決を行う。条件に適合する場合又は特別に上陸を許可すべき事由がある場合には上陸が許可される。
  - 第3節 仮上陸等
上陸審査のための一時的な上陸としての仮上陸に関する手続を定める。
  - 第4節 上陸の特例
寄港地上陸、通過上陸、乗員上陸、緊急上陸、遭難による上陸及び一時庇護のための上陸に関する手続を定める。
- 第4章 在留及び出国
  - 第1節 在留、在留資格の変更及び取消し等
在留中の活動の制約（資格外活動の禁止）並びに在留資格の変更、在留期間の更新、永住許可及び在留資格の取消しの各手続を定める。
  - 第2節 在留の条件
旅券携帯義務、退去強制事由、出国命令事由を定める。
  - 第3節 出国
出国の手続、再入国の許可について定める。
- 第5章 退去強制の手続
  - 第1節 違反調査
退去強制事由があると疑われる外国人（容疑者）に対する入国警備官による調査手続を定める。
  - 第2節 収容
退去強制事由があると疑うに足りる相当な理由がある場合の収容（身柄拘束）に関する手続を定める。入国警備官は主任審査官により発付された収容令書に基づき容疑者を収容することができる。収容から48時間以内に、容疑者の身柄は入国審査官に引き渡される。
  - 第3節 審査、口頭審理及び異議の申出
収容した容疑者が退去強制対象者（退去強制事由がある者のうち出国命令対象者を除く者）であるかどうかの認定に関する手続を定める。入国審査官の審査の結果、容疑者が退去強制対象者であると認定された場合には、容疑者に口頭審理の機会が付与される（容疑者がこの認定に服した場合には、主任審査官により退去強制令書が発付される。）。容疑者が口頭審理を請求した場合には、特別審理官によって口頭審理が行われる。その結果上記認定に誤りがないと判定された場合には、容疑者に異議の申出の機会が付与される（容疑者がこの判定に服した場合には、主任審査官により退去強制令書が発付される。）。容疑者が異議を申し出た場合には、法務大臣（実務上は、地方入国管理局長の場合が多い。）が書面審理を行い、異議の申出に理由があるかどうか、特別に在留を許可すべきかどうかについて裁決を行う。異議の申出に理由がなく、かつ、在留特別許可がされなかった場合には、主任審査官により退去強制令書が発付される。
  - 第4節 退去強制令書の執行
退去強制令書に基づき外国人を送還する手続を定める。
  - 第5節 仮放免
収容令書又は退去強制令書が発付されて収容されている外国人について仮放免（一時的に身柄を釈放）する手続を定める。
- 第5章の2 出国命令
速やかに自ら日本から出国することを命ずる出国命令に関する手続を定める。
- 第6章 船舶等の長及び運送業者の責任
- 第6章の2 事実の調査
- 第7章 日本人の出国及び帰国
日本人の出国及び帰国については外国人と異なり、有効な旅券を所持し、出入国港において適正な手続を行う限り、制約はない。すなわち、外国人であれば、上陸拒否事由に該当する場合であっても、日本人であれば、帰国することができる。
- 第7章の2 難民の認定等
難民の認定、在留資格に係る許可、仮滞在の許可、仮滞在の許可の取消し、退去強制手続との関係、難民の認定の取消し、難民の認定を受けた者の在留資格の取消し、審査請求、難民審査参与員、難民に関する永住許可の特則、難民旅行証明書、退去強制令書の発付に伴う難民認定証明書等の返納、事実の調査
- 第8章 補則
- 第9章 罰則
- 附則
- 別表第1
- 別表第2

## 主な改正

### 難民認定手続への対応（1982年）
難民条約・難民議定書への加入に伴い、1982年1月1日から出入国管理令に難民認定関連手続に関する条項が追加され、難民を称する者が条約・議定書上の難民に該当するかどうかの認定業務を、法務省入国管理局が担当することとなった。併せて題名も「出入国管理及び難民認定法」に改められ、「法律の効力をもつポツダム命令」という特殊な状態を、それまでの略称「入管令・出管令」から、より実情に近い「入管法・入管難民法」という略称で表すことができるようになった。

### 在留資格の再編
外国人が入国審査官から上陸許可を受ける場合、1990年5月31日までは付与される在留資格が入管法の条項を示した記号により表示され、一般にはわかりにくい方式であったが、翌6月1日に在留資格を再編した改正法が施行され、在留資格は第4条での羅列方式から別表での一覧方式となり、かつ、その表示も「人文知識・国際業務」「短期滞在」「日本人の配偶者等」などの具体名となり、上陸許可証印には日本語表記と伴に、その英語訳が表示されるようになった。
この改正により「定住者」の在留資格が創設され、日系3世まで、一部の例外を除く就労可能な地位が与えられたが、これはバブル景気の人手不足を背景に、外国人労働者の受け入れを望む日本の経済界の意向を、自民党が汲んだものであった。これにより、主にブラジル、ペルー等の中南米諸国から多く来日していた日系人の入国が容易になり、来日数が増加した。

### フーリガン対策（2001年）
2002年に開催されたFIFA（国際サッカー連盟）主催2002 FIFAワールドカップにおいて、国外からのフーリガンの大量流入が懸念された。この対策として、2001年11月13日の改正で第5条第1項第5号の2、24条4号の3に「フーリガン条項」が追加され、開幕3ヵ月前の2002年3月1日より施行され、フーリガンの上陸拒否が可能となった。

### 出国命令制度の創設（2004年）
不法滞在の外国人に対する退去処分の内、過去に退去強制がないこと、出入国管理及び難民認定法以外の犯罪事実がない者、帰国の意思を持って自ら出頭したことなど、いくつかの要件に該当する者に対して、退去強制手続きによらない方法で出国させる制度を創設した。この制度は、運用面で入国管理局が既に実施していたものを、追認したものである。偽造パスポートなどにより入国した者は対象とならない。また出国命令制度を利用できるのは、生涯で一人、一回限りである。出国命令が認められると、身柄を収容されないことや、再入国禁止期間が1年間と短い特徴がある。

### 難民審査参与員制度の導入（2005年）
難民に関する日本の諸制度には幾つかの批判があった。その一つが、日本の難民受入れ人数が他の主要国に比べて著しく少なく、難民認定の基準が厳格すぎるのではないかというもの。今一つが、調査を行う難民調査官は入国審査官の中から指定され、認定を行うのは法務大臣、不認定への異議申出の裁決を行うのも法務大臣と、手続の担当官庁がすべて法務省という閉鎖的な制度になっているというものである。これらを改善するため、2005年5月16日に難民審査参与員（なんみんしんさ さんよいん）制度が新設された。これは法務省に属さない在野の法曹や学識経験者のなかから法務大臣が任命するもので、難民の不認定処分への審査請求に際しては難民を主張する申立人などを審尋したり、法務大臣がその審査請求に決定を下すに際しても事前に意見を提出したりする。こうして難民受け入れの可否にも第三者的見地に立った意見が反映されるようになった。

### 入国審査での指紋採取・写真撮影（2007年）
2007年11月20日から、外交特権を有する者、政府招待者、特別永住者、16歳未満の者以外の外国人は、入国審査にあたって、原則として指紋採取機により、両手の人差し指の指紋採取（生体認証）と顔写真の撮影（J-BIS）が義務化された。一部に人権蹂躙の指摘もあったが、外国人の犯罪の増加や、入管事務の業界用語であるリピーター（退去強制者の不正再入国）防止のため、実施に移された。また、日本国籍者に対しては、自ら希望して指紋を事前登録した者への出帰国手続の簡素化措置（自動化ゲート）も導入された。
従来の入管審査では、退去強制となった者が、合法的・あるいは非合法に氏名を変更して入国審査を受けたとき、及び自国で公務員への賄賂等により別名義のパスポートを発行させた場合などには、従来の入管審査でその同一人性を見破るのは困難であった。合法的な氏名の変更による不正再入国の例としては、姓名判断や宗教上の理由など正当と認められる理由があれば比較的簡単に氏名を変更することを法令で認めている国家において、氏名の異なったパスポートを取得して別人に成りすまして再入国を試みることが挙げられる。

### 外国人登録制度の廃止と新たな在留管理制度の導入（2009年）
2009年（平成21年）の通常国会において、「出入国管理及び難民認定法及び日本国との平和条約に基づき日本の国籍を離脱した者等の出入国管理に関する特例法の一部を改正する等の法律」が可決・成立し、同年7月15日に公布された。この改正法では、在留カードの交付など新たな在留管理制度の導入を始めとして、特別永住者証明書の交付、研修・技能実習制度の見直し、在留資格「留学」と「就学」の一本化、入国者収容所等視察委員会の設置などが盛り込まれた。主な改正点は以下の通り。
1. 在留カードの交付など新たな在留管理制度の導入（2012年（平成24年）7月9日施行）
2. 特別永住者に対する特別永住者証明書の交付（2012年（平成24年）7月9日施行）
3. 研修・技能実習制度の見直し（2010年（平成22年）7月1日施行）
4. 在留資格「留学」と「就学」の一本化（2010年（平成22年）7月1日施行）
5. 入国者収容所等視察委員会の設置（2010年（平成22年）7月1日施行）
6. 拷問等禁止条約等の送還禁止規定を明文化（公布の日（2009年（平成21年）7月15日）から施行）。
7. 在留期間更新申請等をした者について在留期間の特例を設ける（2010年（平成22年）7月1日施行）。
8. 上陸拒否の特例を設ける（2010年（平成22年）7月1日施行）。
9. 乗員上陸の許可を受けた者に対する乗員手帳等の携帯・提示義務（2010年（平成22年）1月1日施行）
10. 不法就労助長行為等に的確に対処するため、退去強制事由等を設ける（2010年（平成22年）7月1日施行）。

上記1と2にともない、外国人登録制度は廃止された。また、同じく住民基本台帳法の改正により、（1）中長期在留者（在留カード交付対象者）、（2）特別永住者、（3）一時庇護許可者又は仮滞在許可者、（4）出生による経過滞在者又は国籍喪失による経過滞在者を住民基本台帳法の適用対象に加えられ、住民票が交付されることとなった。

この改正に基づき、「国籍・地域別在留外国人数」の統計方法が2012年末から変更になった。
2011年（平成23年）末の統計まで
- 当時の外国人登録者数のうち、現行の出入国管理及び難民認定法第19条の3に規定する「中長期在留者」に該当し得る在留資格をもって在留する者及び「特別永住者」の数
- 外国人登録証明書の「国籍等」欄に「朝鮮」の表記がなされている者と「韓国」の表記がなされている韓国籍を有する者を合わせて「韓国・朝鮮」として計上
- 「台湾」表記は無く「中国」に計上（後述）

2012年（平成24年）末の統計から
- 「中長期在留者」及び「特別永住者」の数
- 在留カード等の「国籍・地域」欄に「韓国」の表記がなされている者を「韓国」に、「朝鮮」の表記がなされている者を「朝鮮」に計上
- 朝鮮半島出身者及びその子孫等で、韓国籍を始めいずれかの国籍があることが確認されていない者は、在留カード等の「国籍・地域」欄に「朝鮮」の表記がなされており、「朝鮮」は国籍を表示するものとして用いているものではない
- 台湾の権限ある機関が発行した旅券等を所持する者は、平成24年7月8日までは外国人登録証明書の「国籍等」欄に「中国」の表記がなされていた。同年7月9日以降は、在留カード等の「国籍・地域」欄に「台湾」の表記がなされており、平成24年末の統計からは「台湾」の表記がなされた在留カード等の交付を受けた者を「台湾」に計上

### 在留資格と上陸審査の緩和（2014年）
2014年（平成26年）の第186回国会において改正法案が成立し、6月18日に公布された。在留資格における主な改正点は4つ。そのうち3つは2015年（平成27年）4月1日から施行されている。「留学査証」だけは1月1日からである。これらについては列挙後述する。また1月1日から、法務大臣が指定するクルーズ客船の外国人乗客を対象として、簡易な手続で上陸を認める「船舶観光上陸許可」制度を設けている。自動化ゲートを利用できる対象者の範囲を拡大して、上陸許可の証印を省略、特定登録者カードを証明に使えるようにする改正の施行期日は、公布の日から起算して２年6月を超えない範囲内において政令で定める日から施行するとされ、2016年11月1日から施行された。
1. 「高度専門職」の創設[注釈 6]
現在の「高度人材査証」に加えて、同様の優遇措置を与える「高度専門職1号」および「高度専門職2号」の在留資格を新たに創設。それぞれの在留期間は5年と無期限。前者は3年在留すれば2号への変更申請ができる。貢献度が審査され、通過すると資格がとれる。この点において、現在の高度人材査証は1号と等しく扱われる。
2. 「投資・経営」査証の一部改正
従来、外資系企業の経営・管理を行う場合に「投資・経営査証」が付与されていた。改正後は、日系企業の経営・管理を行う場合にも「投資・経営査証」が付与される。資格名称も「投資・経営査証」から「経営・管理査証」へ変更。従来、「投資・経営査証」を申請する際には、法人登記証明書を提出したが、今後は定款など、会社を設立しようとしていることが証明できる書類を、入国管理局へ提出すれば足りるようになる。
3. 「技術」「人文・国際」査証の一本化
従来は、理科系の分野の知識を必要とする業務であれば「技術査証」が、また、文科系の分野の知識を必要とする業務であれば「人文知識・国際業務査証」が交付されていた。改正後は、これらの区分が撤廃される。新たに包括的な在留資格として「技術・人文知識・国際業務査証」が創設された。
4. 「留学」査証の一部改正
「留学査証」の対象に小・中学校が追加された。

しかし一方で、これに基づく船舶観光上陸許可を用いて来日した外国人のクルーズ客らが、日本への上陸後に相次いで失踪していることが、2016年（平成28年）12月16日付の毎日新聞で報じられた。同年11月に不法残留の中国人らが兵庫県警察に逮捕されたことをきっかけに、ブローカーらの存在や入国管理の甘さなどが噴出したと見られ、これらの簡略化が仇となったと見られている。

### 在留資格「特定技能1号」「特定技能2号」の創設（2018年）
2018(平成30)年12月8日、第197回国会(臨時会)において｢出入国管理及び難民認定法及び法務省設置法の一部を改正する法律｣が成立し、同月14日に公布され (平成30年法律第102号)2019年4月1日に施行された。
新たな在留資格として
1. 特定技能1号：不足する人材の確保を図るべき産業上の分野に属する相当程度の知識又は経験を要する技能を要する業務に従事する外国人向けの在留資格
- 農業
- 漁業
- 飲食料品製造
- 外食
- 介護
- ビルクリーニング
- 素材加工
- 産業機械製造
- 電気・電子情報関連産業
- 建設
- 造船・舶用工業
- 自動車整備
- 航空
- 宿泊―の14業種で受け入れる。

2. 特定技能2号：同分野に属する熟練した技能を要する業務に従事する外国人向けの在留資格
を創設した。
技能実習制度との違いは同一職種なら転職や移転があること。

### 強制送還停止規定の適用除外（2023年）
2023年の改正案では、難民申請中は強制送還が停止される規定について、3回目の申請以降は「相当の理由」を示さなければ適用しないとする変更が加えられた。2023年6月9日に参議院本会議で成立した。
政府は改正案の理由として、「送還を拒否するために難民認定制度を乱用している者がいる」と主張している。その根拠の1つが、難民審査参与員である柳瀬房子の国会答弁である。柳瀬は21年4月の衆議院法務委員会で「（難民として）認定したいと思っているのに、申請者の中に難民がほとんどいない」と発言した。入管庁は2021〜22年の2年間で柳瀬が担当した審査の件数が約2600件だと明らかにした。一方、全国難民弁護団連絡会議（全難連）が参与員10人を対象に調査したところ、今年3月までの1年間の審査件数は1人平均36.3件であった。全難連は会見で、柳瀬の件数について「（年間約1000件は）虚偽か、審査が適正に行われていない可能性がある」と述べた。
この規定は、国連の特別報告者によって、国際法上の重要な原則である、迫害を受ける可能性のある国への送還を禁止する「ノン・ルフールマン原則」を損なうとの懸念が表明された。これに対して政府は「法的拘束力がない」「特別報告者個人の資格で発表されたもの」と反論を行った。しかしながら、以上の懸念は法的拘束力のある国際人権条約に基づき、国連が示したものであり、政府のこの立場を問題視する意見もある。

## 下位法令
- 出入国管理及び難民認定法施行令 - e-Gov法令検索
- 出入国管理及び難民認定法施行規則 - e-Gov法令検索
- 出入国管理及び難民認定法第七条第一項第二号の基準を定める省令 - e-Gov法令検索
- 出入国管理及び難民認定法第二十条の二第二項の基準を定める省令 - e-Gov法令検索
- 出入国管理及び難民認定法別表第一の二の表の技能実習の項の下欄に規定する事業上の関係を有する外国の公私の機関を定める省令 - e-Gov法令検索
- 出入国管理及び難民認定法別表第一の二の表の技能実習の項の下欄に規定する団体の要件を定める省令 - e-Gov法令検索
- 出入国管理及び難民認定法別表第一の二の表の高度専門職の項の下欄の基準を定める省令 - e-Gov法令検索
- 出入国管理及び難民認定法施行令第二条等に規定する伝達の方法等を定める省令 - e-Gov法令検索

## 関連法令
- 出入国管理及び難民認定法第二条第五号ロの旅券を所持する外国人の上陸申請の特例に関する法律 - e-Gov法令検索
- 出入国管理及び難民認定法第二条第五号ロの旅券を所持する外国人の上陸申請の特例に関する法律施行令 - e-Gov法令検索
- 出入国管理及び難民認定法及び日本国との平和条約に基づき日本の国籍を離脱した者等の出入国管理に関する特例法の一部を改正する等の法律の施行に伴う関係政令の整備及び経過措置に関する政令　抄 - e-Gov法令検索
- 出入国管理及び難民認定法及び日本国との平和条約に基づき日本の国籍を離脱した者等の出入国管理に関する特例法の一部を改正する等の法律の施行に伴う法務省関係省令の整備及び経過措置に関する省令　抄 - e-Gov法令検索